# Saint Nicolas le Thaumaturge (icône)
Saint Nicolas le Thaumaturge (en russe : Поясной Николай Чудотворец с избранными святыми) est une icône pré-mongole originaire de Novgorod, qui fait partie des collections de la galerie Tretiakov à Moscou.

## Histoire
La représentation de Nicolas de Myre archevêque et thaumaturge est une des plus fréquentes parmi les icônes byzantines. 
C'est le patron des marchands et des voyageurs et, à ce titre, il est honoré à Novgorod.
Selon l'historienne Valentina Antonova, l'œuvre aurait été créée à Kiev au XIIe siècle, où aurait été peinte la partie centrale, le kovtcheg. Au XIIe siècle l'icône est restaurée à Novgorod où sont ajoutées les images de saints sur les polés. L'académicien Victor Lazarev plaide en faveur d'une restauration à Novgorod : le choix des saints qui entourent le visage principal, celui de l'étimasie au centre du cadre supérieur et le traitement des cheveux .
L'icône provient du couvent de Novodievitchi où, selon la légende, elle a été apportée de Novgorod par Ivan le Terrible en 1564.
En 1919, l'icône est restaurée au Centre Igor Grabar de restauration scientifique et artistique de Russie. Elle est ensuite conservée au musée historique d'État, puis à partir de 1930, à la galerie Tretiakov.

## Iconographie
L'icône est réalisée sur une doska en bois de tilleul, les chponkas en bois d'origine ont disparu et ont été remplacés par des nouveaux. À l'arrière de l'icône, quatre chponkas courts ont été posés plus récemment, dont un a disparu.
La figure de saint Nicolas en buste, majestueuse, est placée au centre de l'icône. De la main droite il bénit et de la gauche il tient les Évangiles. Selon Victor Lazarev, l'icône a été réalisée par un maître qui imite l'art byzantin . Il s'éloigne cependant des canons byzantins : la tête du saint est allongée, le front est agrandi et traversé de nombreuses rides; le creux des joues est souligné. Pour Lazarev, un maître de Byzance n'aurait pas osé rompre si facilement avec la tradition hellénistique. Tandis qu'un maître de Novgorod pouvait se le permettre sans hésitation du fait que cette tradition, il l'avait déjà reçue de seconde main. Mais il a réussi ainsi à créer une image unique comme aucune des icônes byzantines que nous connaissons.
Valentina Antonova quant à elle remarque que les polés de l'icône compriment les épaules du saint et que cela renforce l'allongement de la tête. Pour exprimer l'ascétisme du saint, le peintre utilise des tons sombres : le phélonion est de ton brun foncé, mais garni d'assist d'icône pour accentuer les plis des vêtements sombres ; les rides sont tracées par des sillons de teinte rouge brunâtre.
L'effigie majestueuse du saint est très expressive mais reste simple : tête allongée, front immense et ridé, nez long et fin, petite bouche et joues creuses. Le saint à l'air pensif d'un théologien.
Par ailleurs, certains historiens d'art remarquent que les aspects intellectuels du saint sont soulignés, ce qui est rare dans l'iconographie russe . Alexandre Anisimov, spécialiste de l'art russe ancien, observe que « au-delà des canons byzantins, sont perceptibles les traits d'un païen, philosophe antique, orateur, sachant tout sur le monde et sur l'au-delà, comprenant toutes ses misères ».
De la peinture originale de l'omophorion ne subsistent que des traces. Les fragments originaux en or ne subsistent plus que sur la chasuble du saint, les croix de l'omophore et la couverture des évangiles. À l'origine l'icône présentait un fond argenté. les inscriptions sur l'icône et le gesso de l'auréole remontent au XVIe siècle.

Sur un fond blanc et très étroit des bords de l'icône sont représentés des saints :  

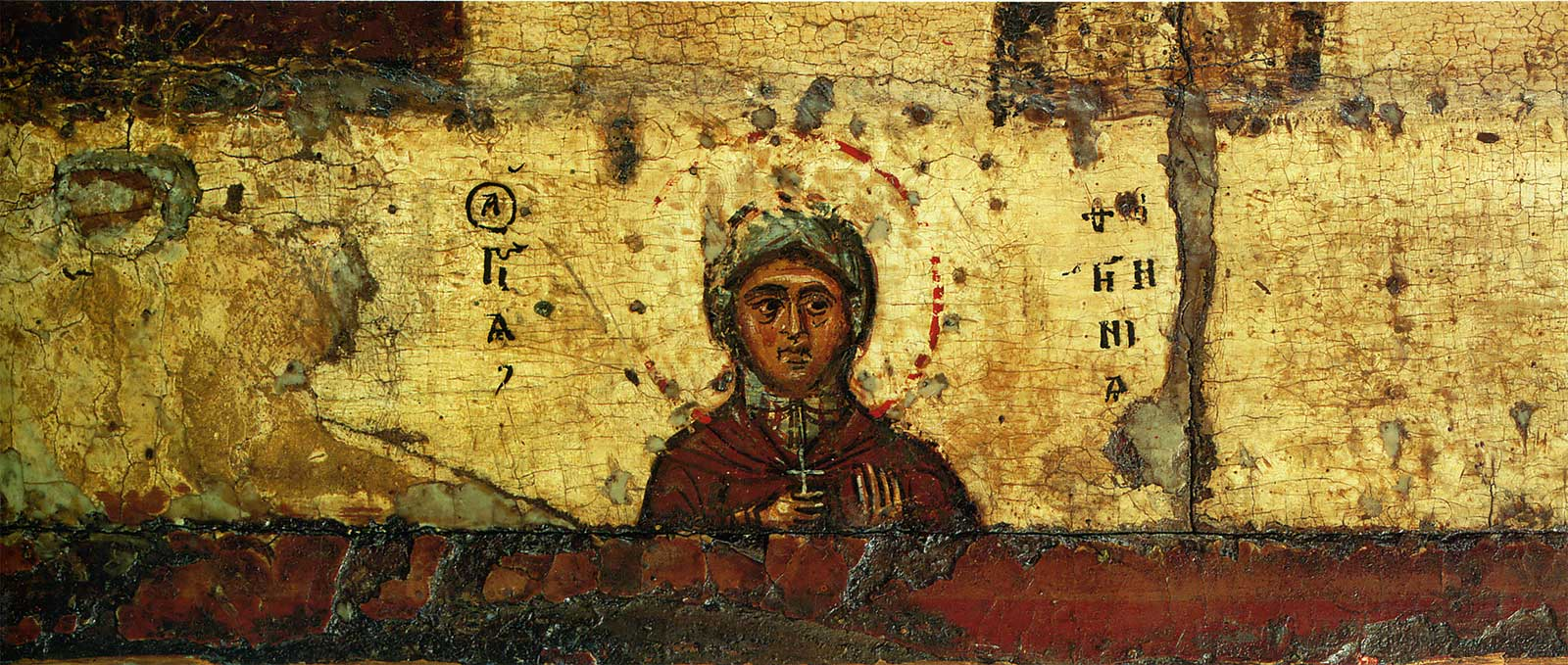
Photine la Samaritaine (dans les polés inférieurs de l'icône).

- polé supérieurs — figures des saints Côme et Damien;
- polés des côtés — Boris et Gleb, Flore et Laure, Eudokia et Domna;
- polé du dessous — Sainte Parascève martyre du Ier siècle et sa sœur Photine la Samaritaine.

Selon l'opinion de Victor Lazarev
« Ces petites images autour de l'icône tirent leurs traits caractéristiques de la suprématie de l'iconographie de Novgorod : leur auteur a osé s'éloigner des canons habituels de Byzance. Ils ont accentué la vivacité des images par un style d'écriture libre et énergique et en utilisant une gamme de couleur claire et franche. »
Ces petits personnages miniaturisés peints selon la manière de Novgorod ne manquent pas d'expression malgré le caractère un peu primitif qui ne correspond pas à celui de l'image centrale . Elles sont peut-être l'œuvre d'un maître moins expérimenté fort éloigné des modèles byzantins. 
Dans la partie supérieure de l'icône, entre les saints Côme et Damien apparaît une étimasie. Un coussin et des accoudoirs vermillon recouverts d'un drap bleu qui repose sur un socle garni de pierres.